# Lance Tingay
Lance Tingay, född 15 juli 1915, London, England, död 10 mars 1990. Brittisk tenniskorrespondent. 
Lance Tingay är känd för sin halvsekellånga bevakning av tennisturneringen Wimbledonmästerskapen, av många ansedd som den främsta av de så kallade Grand Slam-turneringarna. Han bevistade sin första Wimbledonturnering redan 1932, han var då knappt 17 år gammal. Perioden 1952-80 var han tenniskorrespondent för Londontidningen The Daily Telegraph. Han rapporterade då från olika turneringar världen över. 
Han har, förutom ett stort antal tidnings- och tidskrftsartiklar, skrivit tre böcker om tennis; "Tennis. A Pictorial History" (1973), "100 Years of Wimbledon"  (1977), och "Royalty and Lawn Tennis",   
Lance Tingay upptogs 1982 i the International Tennis Hall of Fame. 